# Poggio Catino
Poggio Catino è un comune italiano di 1 323 abitanti della provincia di Rieti nel Lazio.

## Geografia fisica

### Territorio
Poggio Catino sorge a 387 metri di altezza sul livello del mare, sulle propaggini sud-occidentali dei monti Sabini.
Poggio Catino e Catino sono due borghi della Sabina, parte dello stesso comune ma con due centri storici distanti tra loro circa 900 metri

### Clima
Classificazione climatica: zona D, 2069 GR/G

## Storia

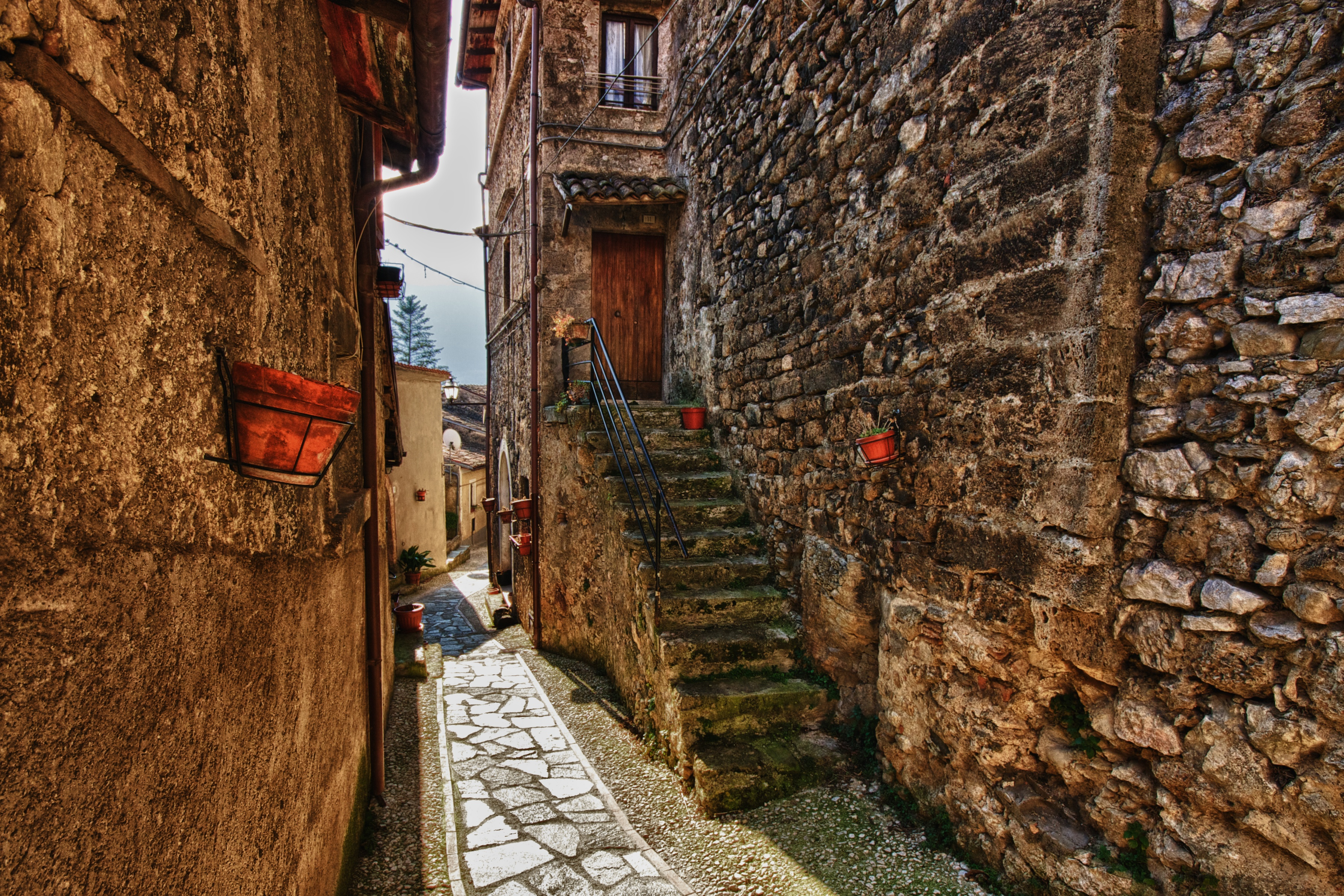
Centro storico di Catino

L'ambito territoriale su cui sorge l'odierno abitato era conosciuto e sfruttato già al tempo dei Romani che, come del resto nell'intera regione sabina, edificarono nei dintorni residenze campestri.
L'origine del paese quale entità territoriale unitaria e distinta può, invece, essere fatta risalire al tardo VII secolo, quando alcune fare longobarde, deviando la loro marcia verso la Sabina, diedero origine a molti dei borghi oggi presenti nella zona, fra cui il primo insediamento urbano ai margini di quel "catino" naturale alla base del monte Tancia da cui l'odierno l'agglomerato mutuò il suo nome.

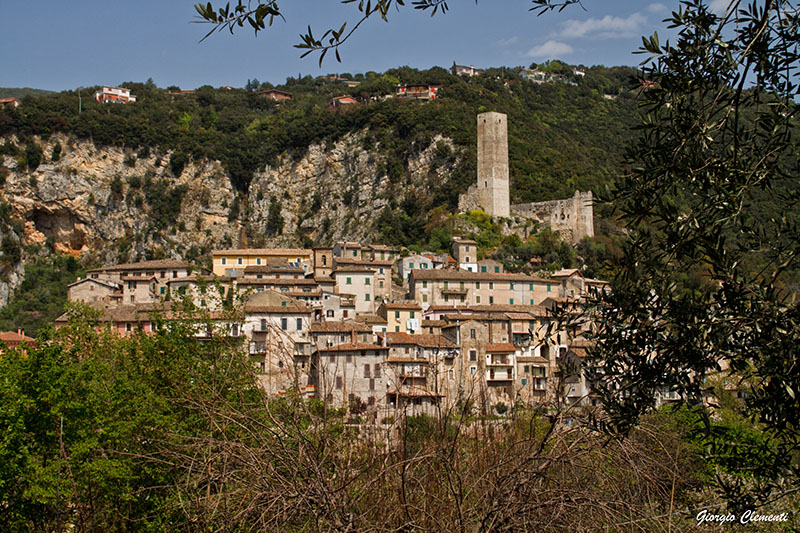
Scorcio di Catino

L'angusto spazio edificabile nei pressi del Catino determinò, successivamente, l'inizio del popolamento del vicino colle Moricone, con la conseguente nascita del nuovo borgo, conosciuto in seguito come Poggio Catino. Il processo di edificazione del nuovo borgo può dirsi compiuto in epoca antecedente al 1093, data in cui risulta già annotata, nei registri dell'abbazia di Farfa, l'esistenza e la consistenza del nuovo Castrum.
Entrambi i castra, quello di Catino e di Poggio Catino risultano in questo periodo appartenenti ai domini della potente abbazia di Farfa che, del resto, regge le sorti dell'intera Sabina e di altre importanti regioni del centro Italia.
Nel corso del XII secolo, sulla base del movimento che coinvolse l'intera Penisola, anche i borghi di Catino e Poggio Catino finirono col costituirsi in liberi Comuni.
Successivamente, e per tutto il Medioevo, l'odierno paese conobbe numerosi Signori, riscontrandosi frequenti scambi del feudo di Catino e Poggio Catino fra potenti famiglie quali i Conti di Sant'Eustachio, gli Orsini, i Savelli, i Vitelli e i Capizucchi.
Sotto la signoria dei Capizucchi il feudo venne elevato alla dignità di marchesato ad opera di Papa Clemente VIII.
Infine, nel 1614 il feudo di Catino e Poggio Catino venne acquistato dalla famiglia Olgiati, che lo detenne fino al 1816 quando, dopo che il territorio ebbe conosciuto tutte le vicissitudini della dominazione francese e della restaurazione, Giovanni Olgiati rinunciò ai propri diritti di giurisdizione.
L'unificazione in un'unica entità dei due borghi si avrà, almeno formalmente, solamente con l'annessione del territorio al Regno d'Italia.

### Simboli
Lo stemma e il gonfalone sono stati concessi con decreto del presidente della Repubblica del 18 settembre 1984.
Il gonfalone è un drappo partito di azzurro e di rosso.

## Monumenti e luoghi d'interesse

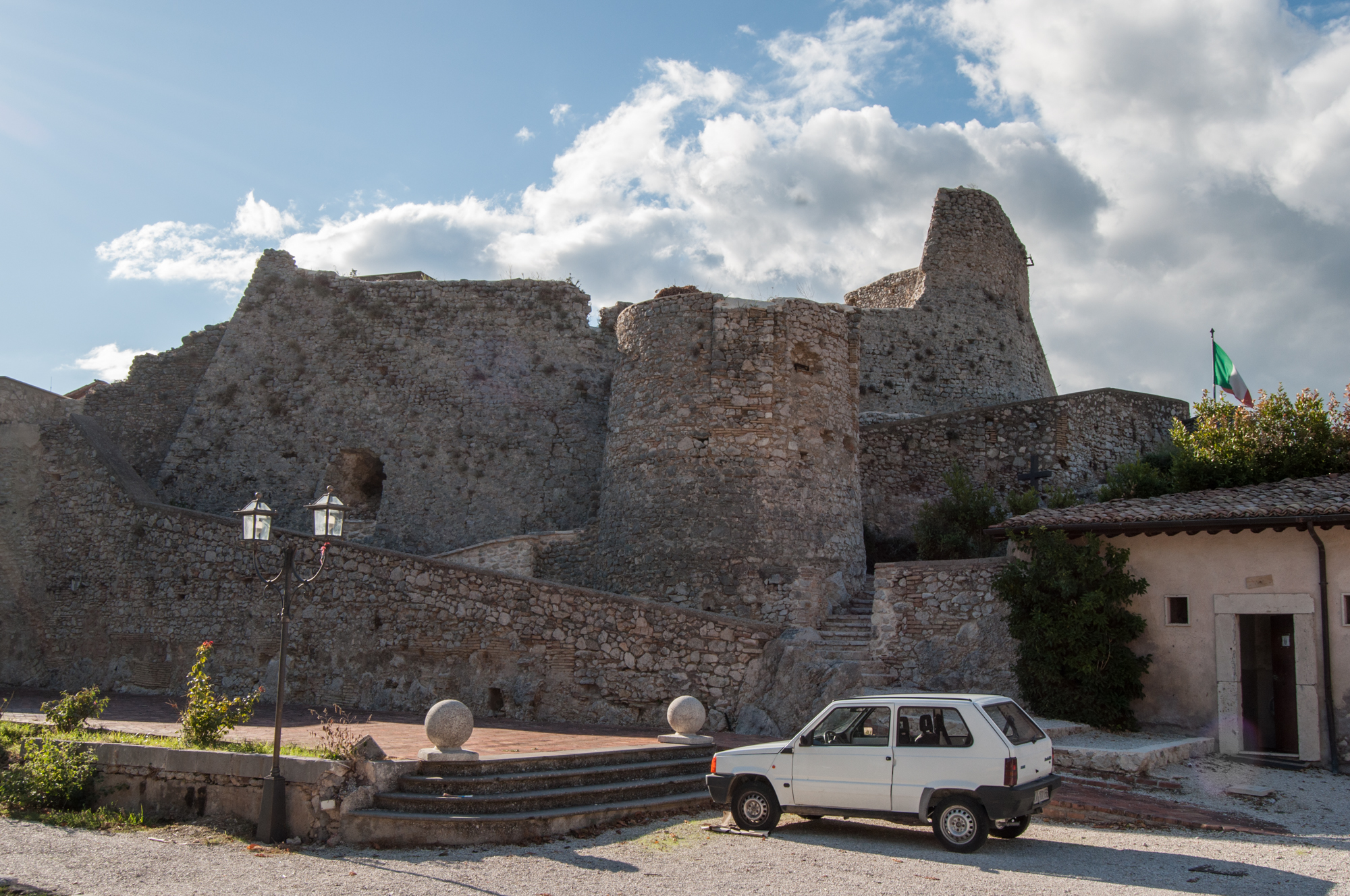
la Rocca Medievale di Poggio Catino

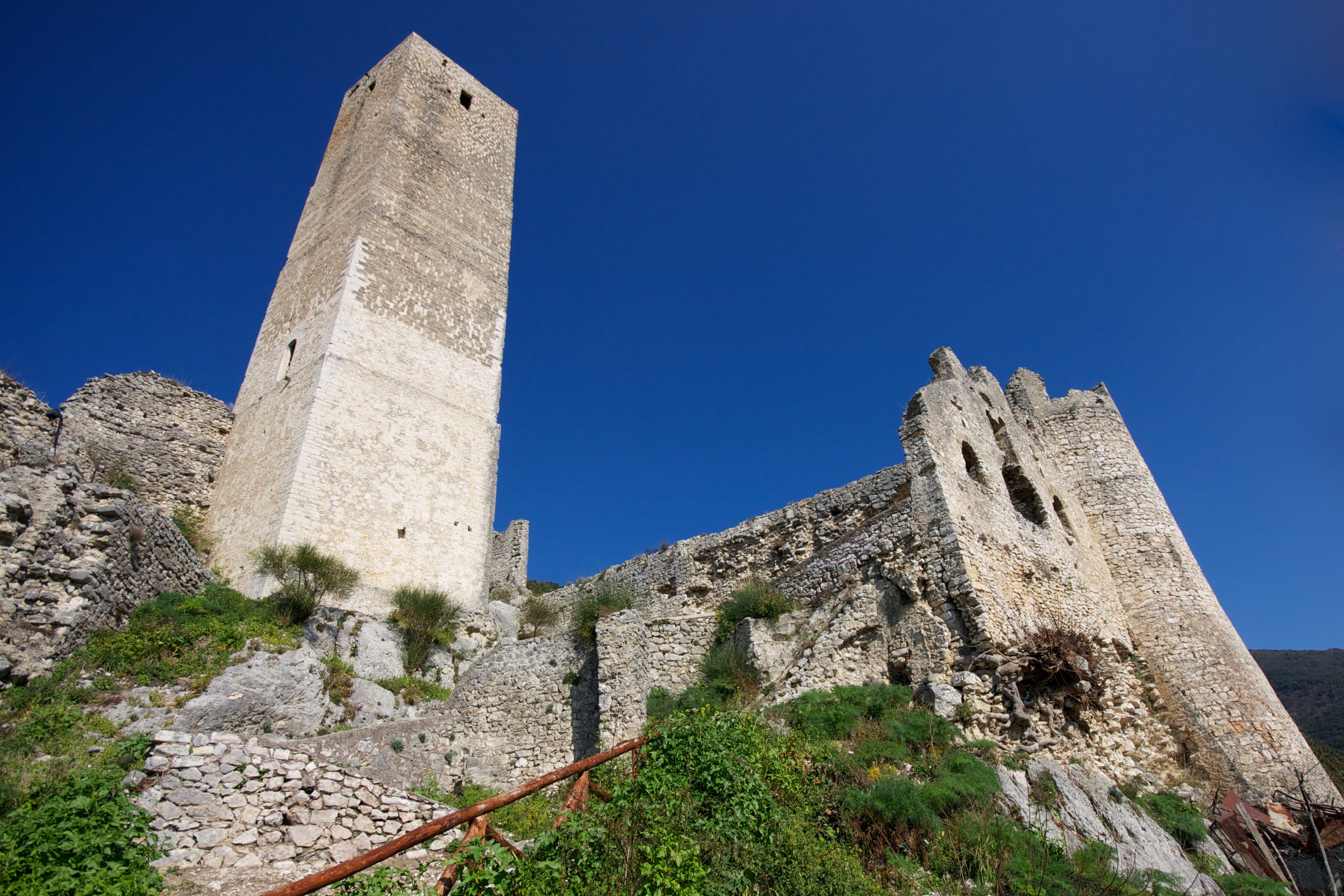
La torre Longobarda di Catino

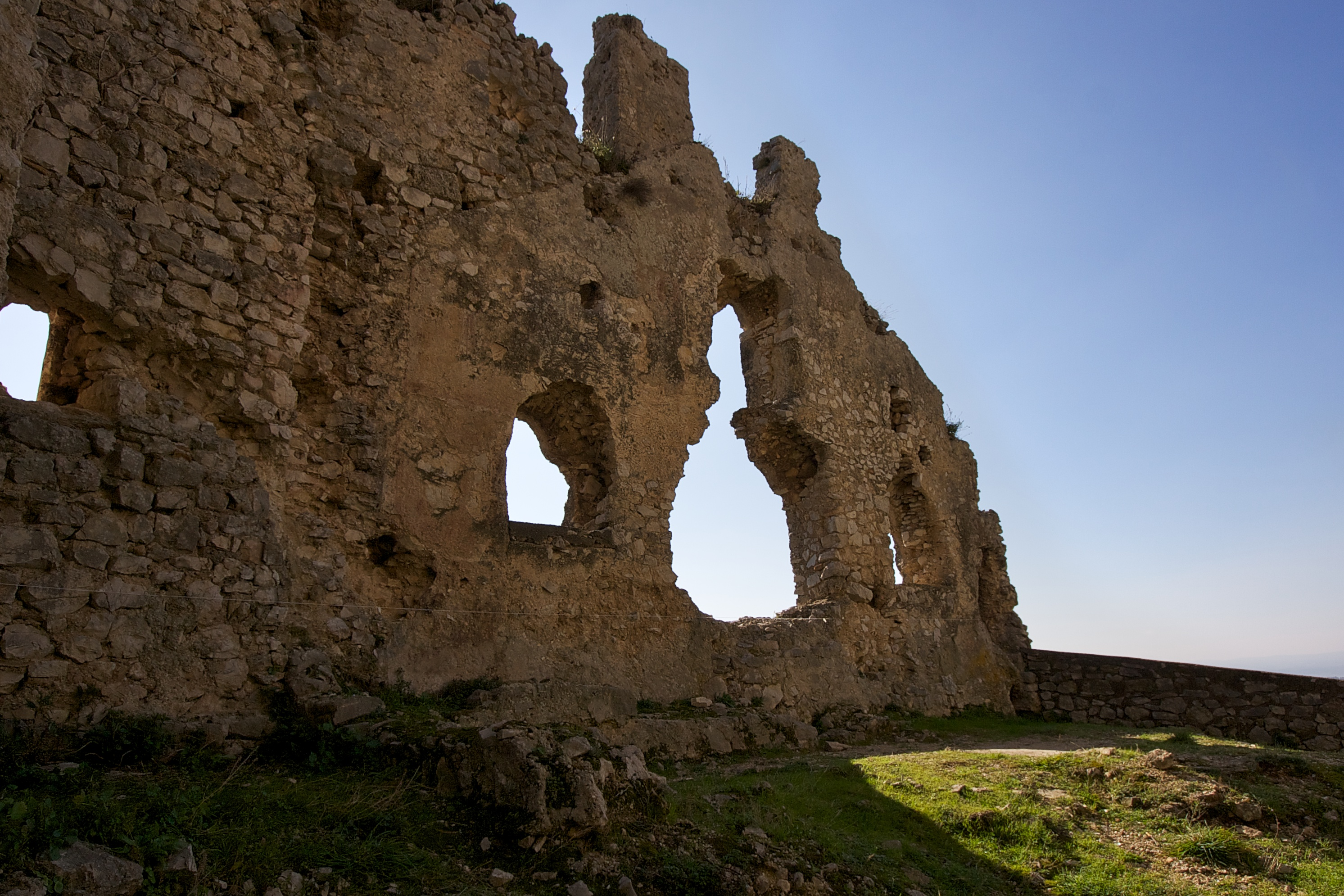
Resti della fortificazione longobarda

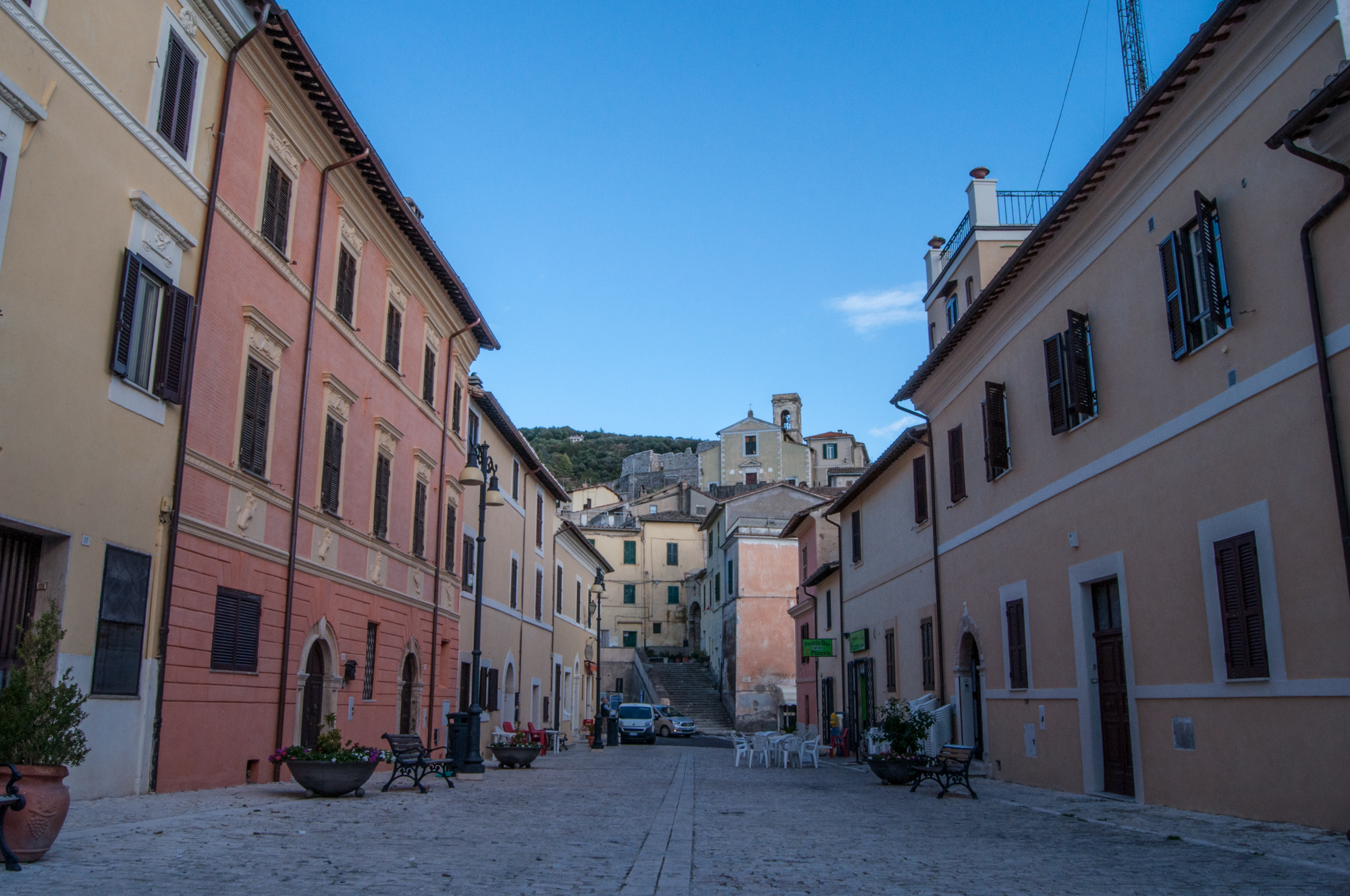
Scorcio del centro di Poggio Catino

### Architetture religiose
- Chiesa di Sant'Eustachio in Catino in piazza omonima
- Chiesa di San Rocco XIV secolo (Poggio Catino) con orologio in facciata e ad unica navata, presenta abside con affreschi del XVsecolo

### Architetture civili
- Torre longobarda con ruderi fortificati in Catino
- Palazzo Olgiati in Poggio Catino (sede del Comune)

### Resti archeologici
- Terme di Silla, un sito archeologico d'età romana, risalente con ogni probabilità all'epoca repubblicana. Esso si trova nei pressi del cimitero di Poggio Catino. Non si è certi dell'appartenenza delle terme a Silla, nonostante la denominazione comune. Inoltre, il prof. Ercole Nardi menziona altri ruderi d'epoca romana minori come quelli in località Casabella e in loc. Colle Stazi e Cairoli.

## Società

### Evoluzione demografica
Abitanti censiti

## Infrastrutture e trasporti
Poggio Catino si trova a 10 km dalla stazione ferroviaria di Poggio Mirteto, sulla "linea lenta" Roma-Firenze.

## Amministrazione
Nel 1923 passa dalla provincia di Perugia in Umbria, alla provincia di Roma nel Lazio, e nel 1927, a seguito del riordino delle circoscrizioni provinciali stabilito dal regio decreto n. 1 del 2 gennaio 1927, per volontà del governo fascista, quando venne istituita la provincia di Rieti, Poggio Catino passa a quella di Rieti.
| Periodo | Periodo   | Primo cittadino    | Partito      | Carica  | Note         |
| ------- | --------- | ------------------ | ------------ | ------- | ------------ |
| 2004    | 2009      | Walter Ferzi       | lista civica | Sindaco |              |
| 2009    | 2014      | Roberto Sturba     | lista civica | Sindaco |              |
| 2014    | 2019      | Roberto Sturba     | lista civica | Sindaco |              |
| 2019    | 2024      | Walter Ferzi       | lista civica | Sindaco |              |
| 2024    | In carica | Antonino Tomaselli | lista civica | Sindaco | lista civica |

### Altre informazioni amministrative
- Fa parte della Comunità montana Sabina IV Zona